# Denis Ménochet
Denis Ménochet, né le 18 septembre 1976 à Enghien-les-Bains, est un acteur français.

## Biographie
Denis Ménochet a grandi à l'étranger (en Norvège, au Texas, en Argentine, en Uruguay et aux Émirats arabes unis), son père étant ingénieur dans l'extraction pétrolière. Il se forme au métier de comédien auprès de Lesley Chatterley, Robert Cordier et Jordan Beswich. Formé à l'école Acting International, il apprend à jouer en français et en anglais, langue qu'il découvre très tôt grâce à ses voyages. 
Il commence par de la figuration et des petits rôles dans Caméra Café et des films comme La Môme. Afin de trouver des offres de collaborations, il fréquente régulièrement la Maison du Film Court. Il est révélé au grand public avec la scène d'ouverture du film Inglourious Basterds de Quentin Tarantino. Denis Ménochet mène une carrière internationale, tournant avec Ridley Scott, Stephen Frears, Wes Anderson, Jodie Foster. 
Il est proposé trois fois aux César : César du meilleur acteur pour Jusqu'à la garde de Xavier Legrand en 2019, César du meilleur acteur pour Peter von Kant de François Ozon en 2023 et César du meilleur acteur dans un second rôle pour Grâce à Dieu de François Ozon en 2020. En février 2023, il reçoit le prix Goya du Meilleur acteur décerné par l’académie espagnole du cinéma pour As bestas.

## Filmographie

### Cinéma

#### Longs métrages
- 2004 : Mot compte double de Cécile Vernant : Denis
- 2004 : Automne de Ra'up McGee : le garde du corps
- 2005 : La Moustache d'Emmanuel Carrère : le serveur
- 2005 : Foon de Benoît Pétré, Deborah Saïag, Mika Tard et Isabelle Vitari : Harry
- 2007 : Hannibal Lecter : Les Origines du mal (Hannibal Rising) de Peter Webber : chef de la police
- 2007 : La Môme d'Olivier Dahan : le journaliste à Orly
- 2007 : La Disparue de Deauville de Sophie Marceau : Jean-Luc
- 2007 : Ma place au soleil d'Éric de Montalier
- 2008 : La Très Très Grande Entreprise de Pierre Jolivet : Gilles
- 2009 : Je te mangerais de Sophie Laloy : le copain d'Yves
- 2009 : Inglourious Basterds de Quentin Tarantino : Perrier LaPadite
- 2010 : Joseph et la Fille de Xavier de Choudens : Franck
- 2010 : La Rafle de Roselyne Bosch : l'adjudant du camp de Beaune-la-Rolande
- 2010 : Pieds nus sur les limaces de Fabienne Berthaud : Pierre
- 2010 : Robin des Bois (Robin Hood) de Ridley Scott : Adhemar
- 2011 : Forces spéciales de Stéphane Rybojad : Lucas
- 2011 : Le Skylab de Julie Delpy : tonton Roger
- 2011 : Les Adoptés de Mélanie Laurent : Alex
- 2012 : Je me suis fait tout petit de Cécilia Rouaud : Yvan
- 2012 : Dans la maison de François Ozon : Raphaël Artole, le père
- 2013 : Le Temps de l'aventure de Jérôme Bonnell : Antoine (voix)
- 2013 : Nos héros sont morts ce soir de David Perrault : Victor
- 2013 : Grand Central de Rebecca Zlotowski : Toni
- 2013 : Eyjafjallajökull d'Alexandre Coffre : Ezechiel
- 2014 : Ablations d'Arnold de Parscau : Pastor
- 2015 : Norfolk de Martin Radich : Man
- 2015 : The Program de Stephen Frears : Johan Bruyneel
- 2016 : La Danseuse de Stéphanie Di Giusto : Ruben
- 2016 : Assassin's Creed de Justin Kurzel : McGowen, un Templier
- 2017 : Jusqu'à la garde de Xavier Legrand : Antoine Besson
- 2018 : Marie Madeleine (Mary Magdalene) de Garth Davis : Daniel
- 2018 : Otages à Entebbe (7 Days in Entebbe) de José Padilha : Jacques Le Moine
- 2018 : L'Empereur de Paris de Jean-François Richet : Dubillard
- 2018 : Grâce à Dieu de François Ozon : François
- 2019 : Seules les bêtes de Dominik Moll : Michel
- 2021 : The French Dispatch de Wes Anderson : le garde pénitentiaire
- 2021 : Désigné coupable (The Mauritanian) de Kevin MacDonald : Emmanuel
- 2021 : Peter von Kant de François Ozon : Peter von Kant
- 2022 : As bestas de Rodrigo Sorogoyen : Antoine
- 2022 : Chien blanc de Anaïs Barbeau-Lavalette : Romain Gary
- 2022 : Les Survivants de Guillaume Renussson : Samuel
- 2023 : Beau Is Afraid d'Ari Aster : Jeeves
- 2024 : Rumours, nuit blanche au sommet (Rumours) de Guy Maddin et Evan et Galen Johnson : Sylvain Broulez, le président de la république française
- 2026 : Karma de Guillaume Canet

#### Courts métrages
- 2004 : Split de Matthieu Vollaire
- 2005 : Appel d'air de Lucie Duchêne : Vincent
- 2007 : Light My Fire de Matthieu Vollaire : l'homme qui parle
- 2007 : La 17e marche de Karim Adda : l'homme
- 2007 : J'ai plein de projets de Karim Adda : l'homme qui se met du déodorant
- 2008 : À sa place de Marc Guilbert écrit par Christophe Martinolli : Jean-Michel
- 2010 : Jeanine ou mes parents n'ont rien d'exceptionnel de Sophie Reine : le père
- 2011 : Feu de Stéphanie Vasseur : Antoine
- 2012 : Ablations d'Arnold de Parscau : le pasteur Cartalas
- 2013 : Avant que de tout perdre de Xavier Legrand : Antoine, le mari
- 2014 : Faim de vie de Jessica-Salomé Grunwald
- 2014 : T'étais où quand Michael Jackson est mort ? de Jean-Baptiste Pouilloux : lui
- 2016 : Miracle on Canary Wharf de Bradley Porter : Santa

### Télévision
- 2003 : Aventure et Associés (Adventure Inc.), épisode The Price of the Oracle de Dennis Berry (série télévisée) : Nikos
- 2003 : Caméra Café (série télévisée, épisode Le Grand soir) : le frère d'André
- 2003 : Caméra Café (série télévisée, épisode Le Syndrome de Stockholm) : Patrick
- 2005 : Les Vagues (téléfilm) de Frédéric Carpentier : le coach
- 2006 : L'État de Grace de Pascal Chaumeil (mini-série, épisode 6 Combattre) : le second chauffeur de taxi
- 2007 : Poison d'avril (téléfilm) de William Karel : l'ingénieur du son
- 2007 : Rendez-moi justice (téléfilm) de Denys Granier-Deferre : Gilbert Jourdan
- 2008 : Julie Lescaut (série télévisée, saison 17, épisode 2 Défendre jusqu'au bout) d'Éric Summer : Patrick
- 2008 : Duval et Moretti (série télévisée, saison 1, épisode 7 Otages) de Jean-Pierre Prévost : Alex
- 2009 : L'École du pouvoir de Raoul Peck (téléfilm) : élève interne
- 2009 : Brigade Navarro (série télévisée, saison 2, épisode 4 Mascarade) de Philippe Davin : capitaine Le Mat
- 2010 : Hercule Poirot (série télévisée, épisode Le Crime de l'Orient-Express) de Philip Martin : Pierre Michel
- 2015 : Spotless (série télévisée) : Martin Bastiere
- 2024 : Mister Spade (série télévisée) de Scott Frank : Patrice Michaud

## Distinctions

### Récompenses
- Lumières 2012 : Révélation masculine pour Les Adoptés
- Goyas 2023 : Meilleur acteur pour As bestas[5]

### Nominations
- Lumières 2019 : Meilleur acteur pour Jusqu'à la garde
- César 2019 : Meilleur acteur pour Jusqu'à la garde
- César 2020 : Meilleur acteur dans un second rôle pour Grâce à Dieu
- César 2023 : Meilleur acteur pour Peter von Kant